# بی‌حسی منطقه‌ای داخل عروقی
بی‌حسی منطقه‌ای داخل عروقی (به انگلیسی: IVRA) یا بلاک بیر (به انگلیسی: Bier) یک روش بی‌حسی است که در آن ماده بی‌حسی را در اندامهای انتهایی به صورت داخل وریدی تزریق کرده که در نهایت باعث ایجاد بی‌حسی و انجام عمل جراحی می‌شود.

اساس کار در این روش بر این مبنا است که خون را از اندام انتهایی خارج می‌کنیم سپس با استفاده از یک تورنیکه جریان خون را در آن اندام متوقف می‌کنیم. در حالی که تورنیکه جریان خون را متوقف کرده داروی بی‌حس کننده موضعی از طریق ورید در فضای عروقی تزریق می‌شود، سپس پس از گذشت زمانی تورنیکه جهت برقراری مجدد جریان خون باز می‌شود.

## تاریخچه

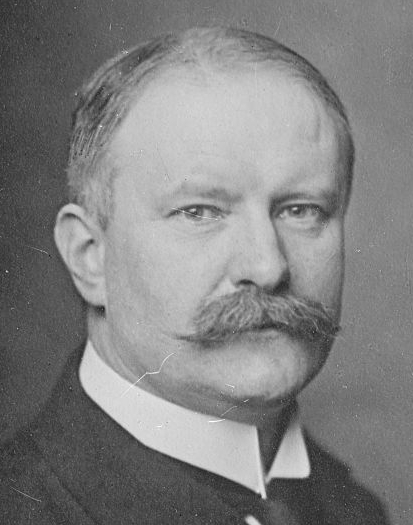
August Bier

استفاده از تورنیکه و تزریق ماده بی‌حس کننده برای ایجاد بی‌حسی موضعی اولین بار توسط آگوست بیر (به انگلیسی: August Bier) در سال ۱۹۰۸ ابداع شد.

او از یک باند کشی جهت خارج کردن خون از بازو به سمت قلب استفاده کرد سپس داروی پروکائین را در فاصله بین دو تورنیکه تزریق کرد و به این ترتیب اثرات بی‌حسی در آن ناحیه ایجاد کرد. اگرچه اثرات این روش اثبات شده بود اما این روش هنوز همه گیر نشده بود تا اینکه هلمز آن را در سال ۱۹۶۳ دوباره معرفی کرد.

امروزه این روش به دلیل سادگی، مقرون به صرفه بودن، ریکاوری سریع و قابل اطمینان بودن رایج است.

## روش انجام
چهارچوب انجام این روش به مقدار زیادی به استانداردهای محلی و نوع عمل جراحی وابسته است. اکثر قریب به اتفاق پزشکان معتقدند برای این روش بهتر است خون را با استفاده از یک بانداژ کشی از عضو مورد نظر به سمت قلب هدایت کرد، سپس با استفاده از یک تورنیکه خونرسانی به اندام مورد نظر را قطع کرد سپس ماده بی‌حس‌کننده که غالباً لیدوکائین یا پریلوکائین است را از انتهای عضو (مثلاً در دست از نزدیک انگشتان) مورد نظر به آرامی تزریق می‌کنند.

تقریباً پس از گذشت ۲۰ دقیقه اندام مورد نظر بی‌حس گشته و می‌توان تورنیکه را باز کرد و جراحی را آغاز کرد.

جهت جلوگیری از ایجاد مسمویت با داروی بی‌حس کننده و پخش شدن آن در جریان خون عمومی بدن، زمان انتظار از اهمیت بالایی برخوردار است. روش دیگر به این صورت است که تورنیکه را جهت حفظ داروی بی‌حس‌کننده در بافت و جلوگیری از برقراری جریان خون همچنان به صورت باد شده حفظ می‌کنند.

## ایمنی
ایمنی و مؤثر بودن این روش به خوبی در مقالات و نوشته‌های بالینی به ثبت رسیده است. این روش معمولاً برای جراحی‌های کوچک مخصوصاً جراحی بر روی اندام‌های انتهایی مانند دست یا ساعد توصیه و استفاده شده‌است. البته جز زمانی که منعی برای استفاده تورنیکه وجود داشته باشد.

یک مطالعه گسترده بر روی بی‌حسی منطقه‌ای داخل عروقی در بین سال‌های ۱۹۶۴ الی ۲۰۰۵ در مورد چالش‌های این روش در ۶۴ بیمار در مقایسه با روش‌های دیگر نشان می‌دهد که نوع دارو بی‌حس کننده موضعی، تجهیزات نامناسب و خطای فنی عوامل برجسته در اکثر موارد از عوارض مربوط به بی‌حسی منطقه‌ای داخل عروقی هستند.

## تجهیزات
بازدید دوره‌ای، انتخاب و استفاده درست از تجهیزات در این روش از اهمیت بالایی برخوردار بوده و جز اقدامات ایمنی در نظر گرفته می‌شود.

ایمن‌ترین نوع تورنیکه برای استفاده در این روش باید دارای خصوصیات خاصی از جمله سنجش میزان فشار تورنیکه برای انسداد عروق خونی در هر کانال آن باشد (برای تورنیکه‌های دو کاناله). علاوه بر این پروتوکل این روش باید شامل بازدید و بررسی تجهیرات قبل از عمل جراحی باشد.

## داروهای کمکی
برای افزایش ایمنی بی‌حسی منطقه‌ای داخل عروقی و افزایش اثر داروی بی‌حس‌کننده موضعی و کاهش اثرات جانبی می‌توان از داروهای دیگر در کنار این روش استفاده کرد. به عنوان مثال استفاده از بنزودیازپین‌ها برای جلوگیری از تشنج و از فنتانیل جهت بهبود و کمک به بلاک عصبی می‌توان استفاده کرد.

## رویکردهای حفاظتی
بهبود در روش‌های استفاده جهت تبعیت از استانداردها می‌تواند باعث بهبود شانس این روش و کاهش خطای آن شود. به عنوان مثال استفاده از بالشتک حفاظت اندام و تورنیکه گرم می‌تواند باعث کاهش آسیب به بافت شود. همچنین فشار متناسب تورنیکه تضمین می‌کند که بی‌حسی در اندام بدون خطر آسیب به بافت باقی می‌ماند. به دلیل احتمال بروز عوارض بیمار باید تحت پایش فیزیولوژیکی قرار داشته باشد و همچنین دسترسی به داروهاو تجهیزات حیاتی باید به آسانی انجام شود.